# Musaranya de Bailey
La musaranya de Bailey (Crocidura baileyi) és una espècie de la família de les musaranyes (Soricidae) que viu a Etiòpia. Les seves principals amenaces són la destrucció de l'hàbitat a causa de l'establiment d'explotacions agrícoles i la introducció de bestiar.